# Pademelon des montagnes
Thylogale lanatus
Espèce
Statut de conservation UICN

 EN B1ab(v) : En danger
Le pademelon des montagnes (Thylogale lanatus; en anglais : The Mountain Pademelon) est une espèce de petit Macropodidae.  Il est endémique en Papouasie-Nouvelle-Guinée.
C'est un petit mais robuste Pademelon. Les pattes postérieures sont grandes et fortes, les pattes antérieures sont beaucoup plus courtes. Son pelage est brun sur le dessus, plus clair sur le dessous.
On le trouve exclusivement sur la péninsule Huon, dans l'est de la Nouvelle-Guinée (province de Morobe). Il habite les forêts de montagne et les prairies à une altitude comprise entre 3 000 et 3 800 mètres. Son mode de vie est peu connu. Comme tous les Pademelons,  on pense qu'il est essentiellement nocturne, vivant en solitaire.
Il se nourrit de graminées, d'herbes et de feuilles.
C'est l'une des espèces de Macropodidae les plus menacées. On ne le trouve qu'en deux zones distinctes couvrant une surface totale de moins de 5 000 km². Il continue d'être décimé par la chasse. L'UICN le classe dans les espèces "en danger"